# منذر خلف
منذر خلف هو لاعب دولي عراقي ومدرب كرة قدم سابق تم اغتياله في 13 مارس 2008 على يد مسلحين مجهولين عن عمر يناهز 37 سنة.
منذر خلف هو الشقيق التوام لمظهر خلف أحد اللاعبين العراقيين الدوليين. لعب منذر خلف مع المنتخب العراقي لكرة القدم ثلاثة أعوام منذ مطلع عام 1991 وخاض معه أكثر من 30 مباراة دولية. كان قبل ذلك قد تدرج في منتخب العراق للشباب والمنتخب الأولمبي. على صعيد الأندية لعب منذر مع أكبر الأدية العراقية كأندية الزوراء والرشيد والقوة الجوية كما كانت له تجربة اخترافية فثي الجزائر. اعتزل اللعب عام 2004 وانتظم في عدة دورات تدريبية محلية وخارجية وأصبح مدربا للكرخ منذ 2006.
يعد منذر خلف، المدرب الرابع لنادي الكرخ الذي يلقى حتفه بالطريقة ذاتها خلال عامين بعد اغتيال إبراهيم لفتة وضرغام عباس وفاضل عباس.

## مصدر
1. 1 2 3 4  الكرخ العراقي يودع مدربه منذر خلف عقب اغتياله بواسطة مجهولين العربية (تم التصفح في 15 مارس 2008) نسخة محفوظة 04 مارس 2016 على موقع واي باك مشين.